# Zuzmók

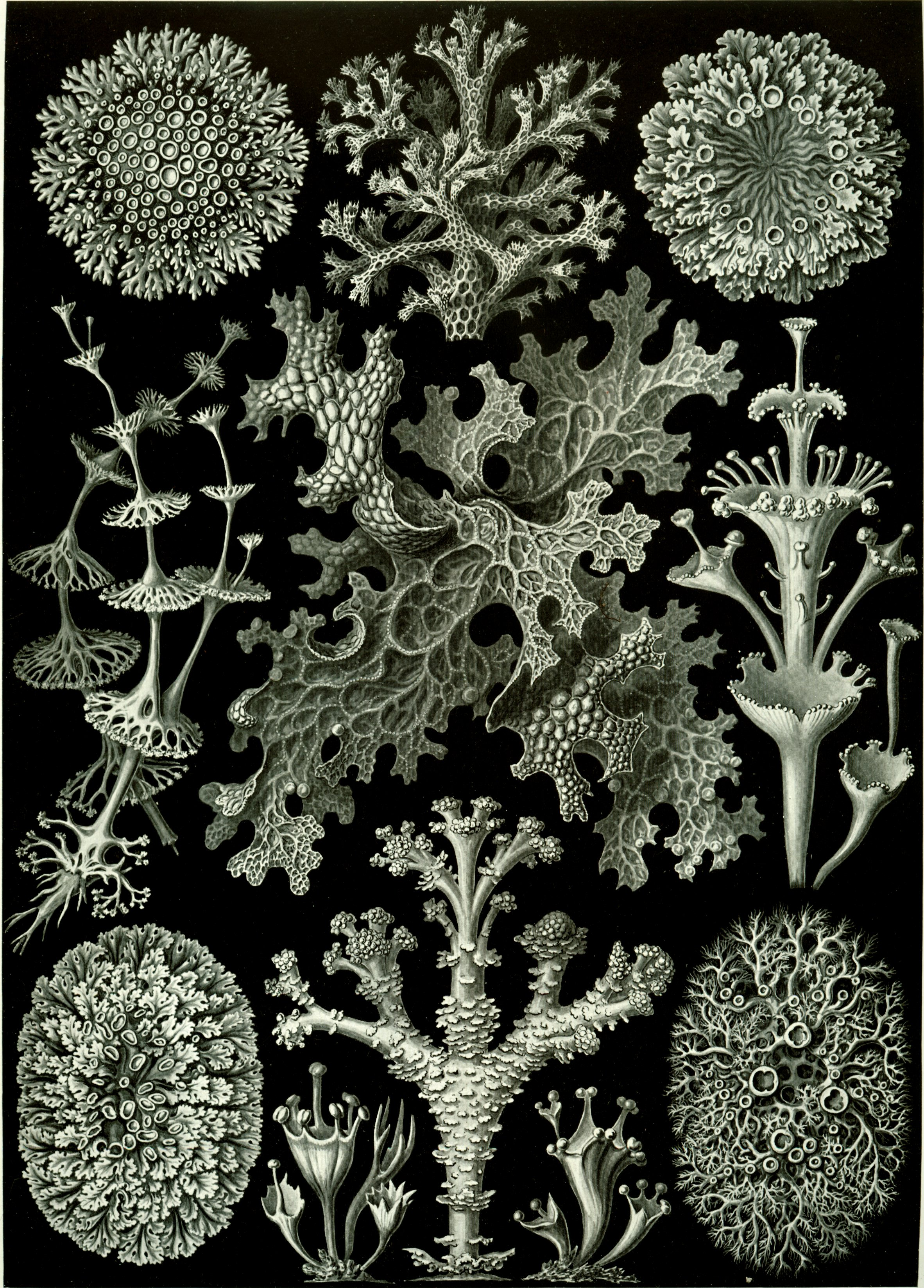
"Zuzmók" Ernst Haeckel könyvéből (Artforms of Nature)

A zuzmók (Lichenophyta) egysejtű fonalas cianobaktériumok vagy zöldmoszatok és tömlősgombák együttéléséből (szimbiózis) kialakult szervezetek, melyek a zuzmók ötvenkét fajánál egy harmadik tagból, a bazídiumos élesztőgombákból állnak. A fotoszintézisre képes moszatsejtek autotróf, a kész szerves anyag felvételére képes gombafonalak heterotróf anyagcserét tesznek lehetővé.

## Leírásuk
Testszerveződés, a moszatok és a gombák együttélésének szorossága alapján három típus különíthető el. Ismerünk olyan zuzmókat, amelyekben a moszatsejtek és a gombafonalak szabadon élnek egymás mellett. Ilyenek például a kocsonyás zuzmófajok. Másik típusukban a moszatsejteket a gombafonalak lazán közrefogják, például számos kéregzuzmó esetében. Végül ismerünk olyan típusokat is, amelyekben a moszatot szorosan közrefogó hifafonalak mélyen behatolnak a sejtek belsejébe. A zuzmó a vizet és az ásványi anyagokat környezetéből egész felületén veszi fel. A moszatsejtek kész szerves anyagot juttatnak a gombafonalaknak, azok pedig vízben oldott sókkal és szén-dioxiddal látják el a gazdasejteket. A vizet egész testfelületükön keresztül veszik fel. A zuzmók teleptestét kívülről tömören rendeződött micéliumból álló gombakéreg védi. Főleg ivartalanul, leváló teleprészletekkel, izídiumokkal, szorédiumokkal szaporodnak. Sajátos szerveződésük folytán a zuzmók igénytelen, önálló szervezetek. A zuzmó autotróf részei a kékbaktériumok és a zöld moszatok. Heterotróf részei pedig a gombafonalak. A zuzmó indikátorszervezet, nem él meg olyan helyen, ahol kén-dioxiddal szennyezett a levegő.
A zuzmók rendszertanilag nem alkotnak kládot.
Pionír élőlények: az élőhelyeket először ők veszik birtokba és kialakítják a többi élőlény számára (úttörők). A zuzmók is ilyenek: a sziklák felületén is megtelepszenek, zuzmósavakkal mállasztják a kőzetet, talajt készítenek az igényesebb növényeknek.

### Színei
A zuzmóknak számtalan színváltozata létezik. Színüket leginkább a fotoszintézist végző algák határozzák meg. A speciális pigmentek, mint például a sárga színt adó usnik sav, számos színárnyalatot hoznak létre, mint például narancs, vörös, barna szín, melyek leginkább a száraz élőhelyeken jellemzőek. A speciális színeket adó pigmentek nélküli zuzmók színezete többnyire a világoszöldtől az olívazöldig terjed, mikor nedves állapotúak, vagy szürkék, szürkészöldek, mikor ki vannak száradva. Ez azért van mert a nedvesség a zuzmók felszínét (cortex) jóval átlátszóbbá változtatja, amely miatt előtűnik a zöld színű fotobionta réteg. A különböző színezetű zuzmók a sziklás felületek nagy részét elboríthatják, vagy zuzmók boríthatják be a fakérget, vagy lelóghatnak akár az ágakról is, amely igen látványossá tudja tenni az erdőket, bozótosokat, mikor a zuzmók nedvességet kapva megváltoztatják színüket és életre kelnek.
A különböző színezetű zuzmók a sziklafelületek különböző pontjain helyezkedhetnek el, annak függvényében, hogy milyen életfeltételeket igényelnek inkább, például a fényviszonyokat tekintve.
A zuzmók színeit felhasználják azok fajtájának meghatározásakor. A színezet változásait a környezet nedvességének változásai befolyásolják. A zuzmók színek alapján történő megkülönböztetéséhez elsősorban azt a színezetet nézik, amikor a zuzmó száraz állapotban van. A fotoszintézisben részt vevő cianobaktériumokból is felépülő zuzmók színezete a sötétszürkétől a barnán át a feketéig terjed.
A zuzmók felső részeinek színezete eltér a zuzmók alsó, felületek felőli részeinek színezetétől. Az alsó részek gyakran feketék, barnák, vagy időnként fehér színűek.

## Ökológia és környezeti hatásuk

### Felületek és élőhelyeik
A zuzmók változatos felületeken és élőhelyeken fordulnak elő, beleértve a Föld legszélsőségesebb élőhelyeit is. Egyedüli életformákként nőnek fák kérgén, leveleken, lógnak le ágakról és élnek meg szinte a „levegőből” (epifiton módon) esőerdőkben és a mérsékelt égövi erdőségekben. Megélnek puszta sziklafelületeken, falakon, sírköveken, tetőkön és homokos talajokon is. Képesek túlélni a Föld legszélsőségesebb környezeti feltételeit is, mint például a sarkvidéki tundrát, a forró és száraz sivatagokat, a sziklás tengerpartokat és a mérgező meddőhányókat. Zuzmók megtelepedhetnek sziklák repedéseiben, vagy akár a talaj szemcséi közt is szárazabb élőhelyeken, mint amilyenek a sivatagok. Néhány zuzmófaj nem képes mindenféle felületen megélni, gyakran függ a környezetüktől is, hogy min tudnak megtelepedni.
Azok a zuzmók, amelyek növényeken telepednek meg, nem parazitái a növényeknek, csupán csak élőfelületnek használják a növények kérgét. A gombák egyes zuzmófajoknál átveszik az irányítást az algák felett.
Amikor ásványokban gazdag felületeken nőnek, néhány zuzmófaj kémiai anyagok termelésével hozzájárul a kőzetek, sziklák felületének pusztulásához, amely miatt ezen zuzmófajok hozzájárulnak a sziklák talajjá való formálódásához. Ez a folyamat problémákat okoz több műemlék esetében, vagy a műkőből készült felületeknél. Példának okáért napjainkban is komoly gondot okoz a Mount Rushmore emlékmű szikláin megtelepedő zuzmók sokasága, melyet rendszeresen alpinisták takarítanak le.
A zuzmók nem parazitái azoknak a fáknak, amelyeken megtelepednek, inkább csak a fák kérgeit használják arra, hogy azon rögzítsék magukat és ott éljenek a kérgen. A zuzmók a fotoszintetizáló algáik segítségével állítják elő táplálékukat és környezetükből ásványi anyagokat szívnak fel. Amikor zuzmók telepednek meg egyes növényfajok levelein, akkor úgy tűnhet, hogy ezek a zuzmók parazitái annak a növénynek, pedig szintén csak arról van szó, hogy élőfelületnek használják a leveleket.
A sarkvidéki tundrán a zuzmók a mohákkal és a májmohákkal együtt alkotják a talajtakaró zömét, amely segíti a talajképződést és táplálékot biztosít a legelő állatok számára. Példának okáért a rénszarvasmoha az valójában a zuzmók közé tartozik, nem pedig mohaféle.

### Növekedési ütem
A zuzmók időszakosan és lassan növekednek, átlagosan csak mintegy milliméternyit évente. Ugyanakkor vannak olyan zuzmófélék, amelyek csak fél millimétert, míg másfajta zuzmók akár évente fél méternyit is nőhetnek.
A kérgeken lakó zuzmóknál a széleken figyelhető meg a leggyorsabb növekedési ütem. A legtöbb kérgen lakó zuzmó évente mintegy 1-2 milliméternyit nő az átmérőjét tekintve.

### Élettartamuk
A zuzmók hosszú életű élőlények. Egyes feltételezések szerint a leghosszabb élettartamú élőlények közé tartoznak. Az élettartamuk meghatározását nehezíti az a tény, hogy nehéz meghatározni, hogy a zuzmók között pontosan mit is tekinthetünk önálló egyedeknek. Az is gyakran előfordul, hogy két zuzmó olyan nagyra, vagy olyan közel nő egymáshoz, hogy növekedésük során összeérnek, majd egymásba fonódva összenőnek. Ebben az esetben nem állapítható meg teljes bizonyossággal, hogy melyik zuzmó volt az öregebb.

### A környezeti stresszre adott válaszaik
Habár a legtöbb élőlényre életveszélyes a teljes dehidratáció (kiszáradás), a zuzmók akár azt is képesek túlélni, ha teljes víztartalmukat elveszítik a száraz időszakok során, ezt poikilohydrációnak nevezik. Ugyanakkor már kisebb mennyiségű víz jelenléte esetén is képesek azonnal életre kelni és szöveteik ilyenkor a víztől telítődnek, megduzzadnak és húsossá válnak. A sejtmembránjaikon keresztül történő vízfelvételhez a zuzmóknak mindössze néhány perc is elegendő.
Különböző tesztek során kiderült, hogy a zuzmók képesek túlélni egy 34 napból álló kísérleti periódust marsi életkörülmények közepette, melyet a Német Űrközpont (DLR) Marsszimulációs Laboratóriumában (MSL) végeztek el a kutatók.
Az Európai Űrügynökség felfedezte, hogy a zuzmók képesek elviselni és túlélni az űrt mindenféle sugárvédelem nélkül. Egy kísérlet során 2005. május 31-én Leopoldo Sancho a Complutense University of Madrid egyetemről két zuzmófajt – a Rhizocarpon geographicum és a Xanthoria elegans fajokat – a szovjet Szojuz rakétával felbocsátott kapszulákba zárva. A kapszulákat az űrben kinyitották és kitették a kozmikus sugárzásnak. Tizenöt nap után a zuzmókat visszahozták a Földre és úgy találták, hogy teljesen egészséges állapotúak maradtak és semmiféle károsodást nem okoztak bennük az űrben fennálló szélsőséges körülmények.

### Lichenometria
A lichenometria az a technológia, amelyet arra használnak, hogy általa meg tudják határozni a zuzmók által bevont sziklafelületeken tenyésző zuzmók életkorát. Ezt a technológiát Beshel mutatta be az ötvenes években. Ezt számos egyéb tudományág területén is felhasználják, mint például a régészetben, a paleontológiában és a geomorfológiában. A technika azt használja ki, hogy a zuzmók egy meghatározott sebességgel képesek csak növekedni az általuk bevont kőfelületeken. Az átmérőjük megmérésével meghatározható, hogy az adott felületen mikor kezdtek el elterjedni a zuzmók. A zuzmók által beborított kőzetek és sziklák akár 10 000 évig is védettek lehetnek a külső behatásoktól.

## Galéria

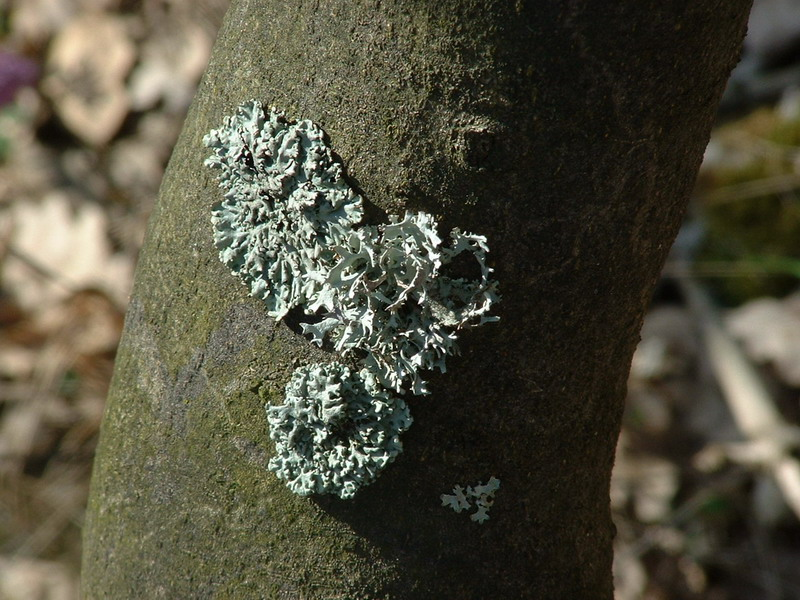
Zuzmó fakérgen a Budai-hegyekben
Zuzmókkal borított fatörzs, Tresco, Isles of Scilly, Egyesült Királyság
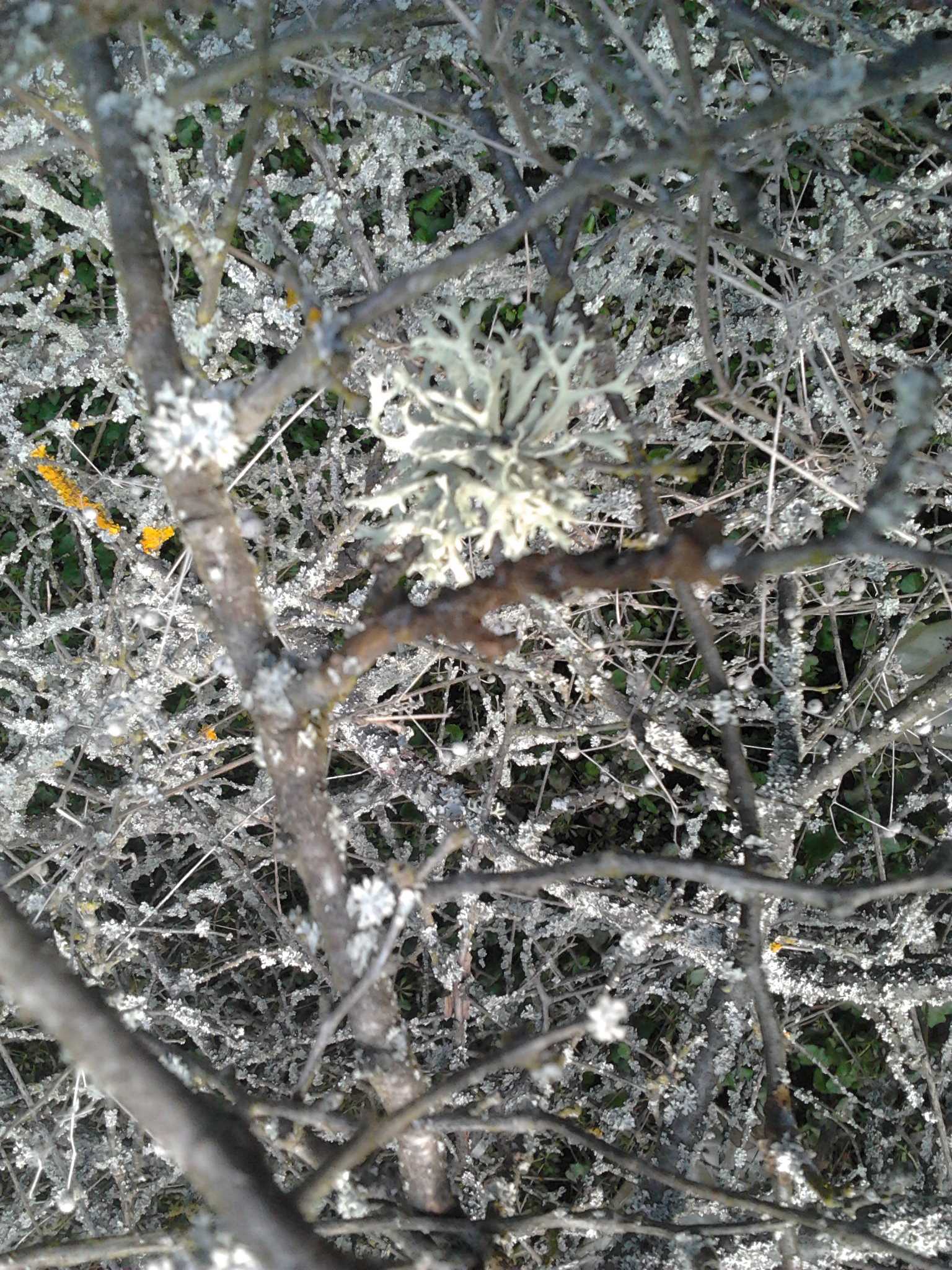
Zuzmó egy kökénybokor elszáradt ágain